# Amiiformes
Los amiiformes (Amiiformes) son orden de peces holósteos contiene una dos especies en la actualidad, considerada como fósiles vivientes: Amia calva y Amia ocellicauda, además de numerosos taxones fósiles. Son peces de agua dulce, de hábitat tipo demersal.

## Evolución y filogenia
Las especies extintas de los amiiformes se pueden encontrar sus fósiles en Asia y Europa, pero solo el género Amia es la ultima viva del orden. Por lo tanto, es el último orden superviviente del clado Halecomorphi.
Los halecomorfos y su grupo hermano, Ginglymodi pertenecen a los holósteos. Los holósteos son el grupo hermano de los teleósteos al que pertenecen casi todos los peces actuales además que juntos forman clado de los neopterigios.
|  | Panxianichthyiformes                                                                                     |
|  | |
|  | \| \| Ionoscopiformes \| \| \| \| \| \| Amiiformes (Peces aleta de arco y parientes fósiles) \| \| \| \| |
|  | |
|  | Ionoscopiformes                                                                                          |
|  | |
|  | Amiiformes (Peces aleta de arco y parientes fósiles)                                                     |
|  | |

|  | Ionoscopiformes                                      |
|  |                                                      |
|  | Amiiformes (Peces aleta de arco y parientes fósiles) |
|  |                                                      |

|  | Panxianichthyiformes                                                                                     |
|  | |
|  | \| \| Ionoscopiformes \| \| \| \| \| \| Amiiformes (Peces aleta de arco y parientes fósiles) \| \| \| \| |
|  | |
|  | Ionoscopiformes                                                                                          |
|  | |
|  | Amiiformes (Peces aleta de arco y parientes fósiles)                                                     |
|  | |

|  | Ionoscopiformes                                      |
|  |                                                      |
|  | Amiiformes (Peces aleta de arco y parientes fósiles) |
|  |                                                      |

|  | Panxianichthyiformes                                                                                     |
|  | |
|  | \| \| Ionoscopiformes \| \| \| \| \| \| Amiiformes (Peces aleta de arco y parientes fósiles) \| \| \| \| |
|  | |
|  | Ionoscopiformes                                                                                          |
|  | |
|  | Amiiformes (Peces aleta de arco y parientes fósiles)                                                     |
|  | |

|  | Ionoscopiformes                                      |
|  |                                                      |
|  | Amiiformes (Peces aleta de arco y parientes fósiles) |
|  |                                                      |

|  | Panxianichthyiformes                                                                                     |
|  | |
|  | \| \| Ionoscopiformes \| \| \| \| \| \| Amiiformes (Peces aleta de arco y parientes fósiles) \| \| \| \| |
|  | |
|  | Ionoscopiformes                                                                                          |
|  | |
|  | Amiiformes (Peces aleta de arco y parientes fósiles)                                                     |
|  | |

|  | Ionoscopiformes                                      |
|  |                                                      |
|  | Amiiformes (Peces aleta de arco y parientes fósiles) |
|  |                                                      |

|  | Panxianichthyiformes                                                                                     |
|  | |
|  | \| \| Ionoscopiformes \| \| \| \| \| \| Amiiformes (Peces aleta de arco y parientes fósiles) \| \| \| \| |
|  | |
|  | Ionoscopiformes                                                                                          |
|  | |
|  | Amiiformes (Peces aleta de arco y parientes fósiles)                                                     |
|  | |

|  | Ionoscopiformes                                      |
|  |                                                      |
|  | Amiiformes (Peces aleta de arco y parientes fósiles) |
|  |                                                      |

|  | Panxianichthyiformes                                                                                     |
|  | |
|  | \| \| Ionoscopiformes \| \| \| \| \| \| Amiiformes (Peces aleta de arco y parientes fósiles) \| \| \| \| |
|  | |
|  | Ionoscopiformes                                                                                          |
|  | |
|  | Amiiformes (Peces aleta de arco y parientes fósiles)                                                     |
|  | |

|  | Ionoscopiformes                                      |
|  |                                                      |
|  | Amiiformes (Peces aleta de arco y parientes fósiles) |
|  |                                                      |

|  | Panxianichthyiformes                                                                                     |
|  | |
|  | \| \| Ionoscopiformes \| \| \| \| \| \| Amiiformes (Peces aleta de arco y parientes fósiles) \| \| \| \| |
|  | |
|  | Ionoscopiformes                                                                                          |
|  | |
|  | Amiiformes (Peces aleta de arco y parientes fósiles)                                                     |
|  | |

|  | Ionoscopiformes                                      |
|  |                                                      |
|  | Amiiformes (Peces aleta de arco y parientes fósiles) |
|  |                                                      |

|  | Panxianichthyiformes                                                                                     |
|  | |
|  | \| \| Ionoscopiformes \| \| \| \| \| \| Amiiformes (Peces aleta de arco y parientes fósiles) \| \| \| \| |
|  | |
|  | Ionoscopiformes                                                                                          |
|  | |
|  | Amiiformes (Peces aleta de arco y parientes fósiles)                                                     |
|  | |

|  | Ionoscopiformes                                      |
|  |                                                      |
|  | Amiiformes (Peces aleta de arco y parientes fósiles) |
|  |                                                      |

## Morfología
Longitud máxima descrita de uno 90 cm. Tienen la aleta caudal corta y heterocerca, compuesta de una base alargada con unos 48 radios blandos. Poseen una gran placa medular central y entre 10 y 13 radios branquiales. Una característica distintiva es que su vejiga natatoria puede funcionar como un pulmón, respirando aire.

## Sistemática
El orden tiene una única familia en la actualidad, con varios género fósiles y uno actual:
- Orden Amiiformes Hay, 1929
  - Género Guizhouamia† Liu, Yin y Wang, 2002
  - Género Otomitla† Félix, 1891
  - Género Paraliodesmus† Dunkle, 1969
  - Superfamilia Caturoidea†
    - Género Eurypoma† Huxley, 1866
    - Género Gymnoichthys†? Tintori et al. , 2010
    - Género Liodesmus†Wagner, 1859
    - Género Strobilodus†Wagner, 1851
    - Familia Caturidae† Owen, 1860
      - Género Catutoichthys† Gouiric-Cavalli, 2016
      - Género Amblysemius† Agassiz, 1844
      - Género Caturus† Agassiz, 1834

  - Superfamilia Amioidea Bonaparte, 1838
    - Género Amiidarum?† Lange, 1968
    - Género Ferganamia?† Kaznyshkin, 1990
    - Género Lehmanamia?† Casier, 1966
    - Género Tomognathus† Dixon, 1850
    - Familia Sinamiidae† Berg, 1940
      - Género Ikechaoamia† Liu, 1961
      - Género Siamamia† Cavin et al. , 2007
      - Género Sinamia† Stensiö, 1935

    - Familia Amiidae Bonaparte, 1837
      - Subfamilia Amiinae Bonaparte, 1837 (sensu Grande & Bemis, 1998)
        - Género Amia Linnaeus, 1766
        - Género Cyclurus† Agassiz, 1839
        - Género Pseudamiatus† Whitley, 1954

      - Subfamilia Amiopsinae† Grande & Bemis, 1998
        - Género Amiopsis† Kner, 1863

      - Subfamilia Solnhofenamiinae† Grande & Bemis, 1998
        - Género Solnhofenamia† Grande & Bemis, 1998

      - Subfamilia Vidalamiinae† Grande & Bemis, 1998
        - Tribu Calamopleurini† Grande & Bemis, 1998
          - Género Calamopleurus† Agassiz, 1841
          - Género Maliamia† Patterson y Longbottom, 1989

        - Tribu Vidalamiini† Grande & Bemis, 1998
          - Género Melvius† Bryant, 1987
          - Género Pachyamia† Chalifa & Tchernov 1982
          - Género Vidalamia† White & Moy-Thomas , 1941
          - Género Nipponamia† Yabumoto, 1994